# Bremer Badmintonmeisterschaft
Bremer Badmintonmeisterschaften werden seit der Saison 1956/57 ausgetragen. Sie stellten in den ersten Jahren die zweithöchste Meisterschaftsebene im Badminton in Deutschland dar und waren die direkte Qualifikation für die deutschen Meisterschaften. Mit der Einführung der Norddeutschen Badmintonmeisterschaften in der Saison 1961/62 wurden die Titelkämpfe um eine Ebene tiefergestellt.

## Titelträger
| Saison    | Herreneinzel                          | Dameneinzel                           | Herrendoppel                                                            | Damendoppel                                                            | Mixed                                                                       |
| --------- | ------------------------------------- | ------------------------------------- | ----------------------------------------------------------------------- | ---------------------------------------------------------------------- | --------------------------------------------------------------------------- |
| 1957 1984 | keine Daten                           | keine Daten                           | keine Daten                                                             | keine Daten                                                            | keine Daten                                                                 |
| 1985      |                                       | Manuela Wilhelm (Post SV Bremerhaven) |                                                                         |                                                                        |                                                                             |
| 1986      | Eric Wohlgemuth (Post SV Bremerhaven) | Manuela Wilhelm (Post SV Bremerhaven) | Joachim Wilkens (PSV Bremen) Martin Buchfeld (PSV Bremen)               | Manuela Wilhelm (Post SV Bremerhaven) Sandra Lucht (Geestemünder TV)   | Eric Wohlgemuth (Post SV Bremerhaven) Manuela Wilhelm (Post SV Bremerhaven) |
| 1987      | Thomas Müller (Post SV Bremerhaven)   | Manuela Wilhelm (Post SV Bremerhaven) | Joachim Wilkens (PSV Bremen) Martin Buchfeld (PSV Bremen)               | Manuela Wilhelm (Post SV Bremerhaven) Sandra Lucht (Geestemünder TV)   | Martin Buchfeld (PSV Bremen) Gaby Jedamski (Bremer BC)                      |
| 1988      | keine Daten                           | keine Daten                           | keine Daten                                                             | keine Daten                                                            | keine Daten                                                                 |
| 1989      |                                       | Manuela Wilhelm (BV 90 Bremerhaven)   |                                                                         |                                                                        |                                                                             |
| 1990      | Tim Breden (BV 90 Bremerhaven)        | Manuela Wilhelm (BV 90 Bremerhaven)   | Tim Breden (BV 90 Bremerhaven) Segelken (BV 90 Bremerhaven)             | Manuela Wilhelm (BV 90 Bremerhaven) Maren Hackmann (BV 90 Bremerhaven) | Eric Wohlgemuth (BV 90 Bremerhaven) Manuela Wilhelm (BV 90 Bremerhaven)     |
| 1991      | Andreas Jaronski (TuS Varel)          | Manuela Wilhelm (BV 90 Bremerhaven)   | Martin Buchfeld (BV 90 Bremerhaven) Horst Schreiber (BV 90 Bremerhaven) | Manuela Wilhelm (BV 90 Bremerhaven) Maren Hackmann (BV 90 Bremerhaven) | Horst Schreiber (BV 90 Bremerhaven) Liebig (BV 90 Bremerhaven)              |
| 1992      | Andreas Jaronski (TuS Varel)          | Manuela Wilhelm (BV 90 Bremerhaven)   | Tim Breden (BV 90 Bremerhaven) Jan Breden (BV 90 Bremerhaven)           | Manuela Wilhelm (BV 90 Bremerhaven) Doris Schiddel (BV 90 Bremerhaven) | Udo Bätjer (BV 90 Bremerhaven) Manuela Wilhelm (BV 90 Bremerhaven)          |
| 1993      | Horst Schreiber (PSV Bremen)          | Manuela Wilhelm (PSV Bremen)          | Lars Kjeldgaard (PSV Bremen) Udo Bätjer (PSV Bremen)                    | Manuela Wilhelm (PSV Bremen) Ines Reinhardt (PSV Bremen)               | Lars Kjeldgaard (PSV Bremen) Manuela Wilhelm (PSV Bremen)                   |
| 1994 1998 | keine Daten                           | keine Daten                           | keine Daten                                                             | keine Daten                                                            | keine Daten                                                                 |
| 1999      | Thomas Barthels (PSV Bremen)          | Angela Caesar (PSV Bremen)            | Dirk Burmester (PSV Bremen) Thomas Barthels (PSV Bremen)                | Angela Caesar (PSV Bremen) Heike Katt (TV Bremen 1875)                 | Sven Landwehr (PSV Bremen) Angela Caesar (PSV Bremen)                       |
| 2000 2006 | keine Daten                           | keine Daten                           | keine Daten                                                             | keine Daten                                                            | keine Daten                                                                 |
| 2007      | Kutlu Arslan (PSV Bremen)             | Heike Katt (PSV Bremen)               | Kutlu Arslan (PSV Bremen) Tobias Langpaap (PSV Bremen)                  | Tanja Bischoff (PSV Bremen) Hanna Schleisieck (PSV Bremen)             | Tobias Langpaap (PSV Bremen) Hanna Schleisieck (PSV Bremen)                 |
| 2008      | keine Daten                           | keine Daten                           | keine Daten                                                             | keine Daten                                                            | keine Daten                                                                 |
| 2009      | Sven Landwehr (PSV Bremen)            | Heike Scheler (PSV Bremen)            | Niklas König Thomas Küspert                                             | Heike Scheler (PSV Bremen) Hanna Schleisiek (PSV Bremen)               | Tobias Langpaap (PSV Bremen) Heike Scheler (PSV Bremen)                     |
| 2010 2012 | keine Daten                           | keine Daten                           | keine Daten                                                             | keine Daten                                                            | keine Daten                                                                 |
| 2013      | Frank Juchim (PSV Bremen)             | Stine Küspert (1. Bremer BC)          | Mirco Aßmann (PSV Bremen) Joschka Braun (PSV Bremen)                    | Nora Altgilbers (PSV Bremen) Tanja Bischoff (Tus Komet Arsten)         | Mirco Aßmann (PSV Bremen) Nora Altgilbers (PSV Bremen)                      |
| 2014      | Tim Lehbrink (PSV Bremen)             | Stine Küspert (1. Bremer BC)          | Mirco Aßmann (PSV Bremen) Joschka Braun (PSV Bremen)                    | Maren Cordes (BC Geestemünde) Janine Pajonk (BC Geestemünde)           | Tim Lehbrink (PSV Bremen) Kim Feldmann (SC Weyhe)                           |
| 2015      | Tim Lehbrink (PSV Bremen)             | Nora Altgilbers (PSV Bremen)          | Yannik Windhorst (PSV Bremen) Tim Lehbrink (PSV Bremen)                 | Maren Cordes (PSV Bremen) Anke Hasselbring (PSV Bremen)                | Yannik Windhorst (PSV Bremen) Maren Völkering (PSV Bremen)                  |
| 2016      | Joschka Braun (PSV Bremen)            | Maren Völkering (PSV Bremen)          | Mirco Aßmann (PSV Bremen) Flinx Küspert (PSV Bremen)                    | Maren Völkering (PSV Bremen) Valerie Hoberg (PSV Bremen)               | Yannik Windhorst (PSV Bremen) Maren Völkering (PSV Bremen)                  |
| 2017      | Yannik Windhorst (PSV Bremen)         | Maren Völkering (PSV Bremen)          | Yannik Windhorst (PSV Bremen) Tim Lehbrink (PSV Bremen)                 | Carina Blaas (Tus Komet Arsten) Lea Rottstegge (PSV Bremen)            | Yannik Windhorst (PSV Bremen) Maren Völkering (PSV Bremen)                  |
| 2018      | Jonathan Busch (PSV Bremen)           | Tanja Bischoff (Tus Komet Arsten)     | Yannik Windhorst (PSV Bremen) Sven Landwehr (PSV Bremen)                | Tanja Bischoff (Tus Komet Arsten) Anica Kleinjan (PSV Bremen)          | Joschka Braun (PSV Bremen) Anica Kleinjan (PSV Bremen)                      |
| 2019      | Jonathan Busch (PSV Bremen)           | Tanja Bischoff (Tus Komet Arsten)     | Yannik Windhorst (PSV Bremen) Tim Lehbrink (PSV Bremen)                 | Tanja Bischoff (Tus Komet Arsten) Heike Scheler (PSV Bremen)           | Yannik Windhorst (PSV Bremen) Maren Völkering (PSV Bremen)                  |
| 2020      | nicht ausgetragen                     | nicht ausgetragen                     | nicht ausgetragen                                                       | nicht ausgetragen                                                      | nicht ausgetragen                                                           |
| 2021      | Tobias Langpaap (PSV Bremen)          | Yuki Henselek (PSV Bremen)            | Simon Bittner (PSV Bremen) Tobias Langpaap (PSV Bremen)                 | Yuki Henselek (PSV Bremen) Elisabeth Neumann (PSV Bremen)              | Simon Bittner (PSV Bremen) Yuki Henselek (PSV Bremen)                       |
| 2022      | Mischa Packroß (PSV Bremen)           | Maren Völkering (PSV Bremen)          | Mischa Packroß (PSV Bremen) Yannik Windhorst (PSV Bremen)               | Maren Völkering (PSV Bremen) Samira Shiw Gobin (PSV Bremen)            | Yannik Windhorst (PSV Bremen) Maren Völkering (PSV Bremen)                  |
| 2023      | Dennis Chen (PSV Bremen)              | Yanin Pawijit (PSV Bremen)            | Frederik Guhl (PSV Bremen) Lukas Knur (PSV Bremen)                      | Tanja Bischoff (PSV Bremen) Heike Scheler (PSV Bremen)                 | Simon Bittner (PSV Bremen) Yuki Henselek (PSV Bremen)                       |
| 2024      | Frederik Guhl (PSV Bremen)            | Yanin Pawijit (PSV Bremen)            | Jonas Daldrup (BTS Neustadt) Felix Huschle (BTS Neustadt)               | Sandra Kelly (BTS Neustadt) Sinja Lindemann (BTS Neustadt)             | Jason Febriano Tannica (BTS Neustadt) Sophia Barfknecht-Chen (BTS Neustadt) |